# 共同市民黨
共同市民黨（韩语：／ Deobul-eosimindang），简称市民黨，是一个已不存在的大韓民國政黨，系韓國執政黨共同民主黨為應對2020年國會選舉改制而成立的衛星黨，成立於2020年3月8日，同年5月13日重新并入共同民主党。

## 歷史
共同市民黨由教育學者禹希宗和經濟學者崔培根在2020年3月2日創立，當時的黨名為「為了市民」（시민을위하여）。他們批評未來統合黨為了應付2020年國會選舉引入的新選舉制度而成立衛星黨未來韓國黨搶佔比例議席，因而成立自由派的衛星黨與該黨抗衡。共同市民黨於3月8日舉行黨團會議，並選出兩人為共同代表。
由於此黨成立的目的乃是為求應付國會選舉改制而搶佔更多比例議席，故此黨與執政自由派政黨共同民主黨達成合作協議，以及與其他小黨聯合組成選舉聯盟（基本所得黨、時代轉換、走吧！和平人權黨等）。此黨於達成協議後，改名為共同市民黨。另一方面，綠色黨原定接近75%的黨員會參與及為此黨背書，但該黨因共同民主黨事務總長尹昊重在期間曾發表對跨性別人士的歧視言論，但綠黨派出的五名國會議員候選人中，有兩人為爭取LGBT權益的人士。因此，綠色黨旋即退出選舉聯盟。
2020年3月25日，此黨的母黨共同民主黨確認會將七個國會議員轉移黨籍至共同市民黨，令此黨在韓國第20屆國會結束前擁有八個議員。
2020年國會選舉中，共同市民党赢下17席，虽次于未来统合党的比例用卫星政党未来韩国党的19席，但与母党共同民主党相加之后总席次达180席，使得自由派得以全面掌控国会。選舉過後，共同市民黨及共同民主黨籌備合併。共同民主黨在5月8日舉行的黨員投票中，投票率為22.5%，投票者中84.1%贊成與共同市民黨合併，合併案獲得通過。此黨17個議員中，14個將回歸共同民主黨，而加入選舉聯盟的基本所得黨黨員龍慧仁、时代转换黨員趙廷訓則回歸原本的黨籍。另外，此黨的當選人梁貞淑因逃稅醜聞在5月7日被開除黨籍。兩黨最終於2020年5月13日合併，共同民主黨在合併後的議席為177席。

## 主要選舉記錄

### 國會選舉
| 年度 | 選舉   | 贏得席位 | 區域得票數 | 區域得票率 | 區域席位 | 比例得票數 | 比例得票率 | 比例席位 | 選舉結果      | 領袖   |
| ---- | ------ | -------- | ---------- | ---------- | -------- | ---------- | ---------- | -------- | ------------- | ------ |
| 2020 | 第21屆 | 17 / 300 | 未參選     | 未參選     | 未參選   | 9,307,112  | 33.35%     | 17 / 47  | ▲ 9；第四大黨 | 禹希宗 |